# ابو ویل
ابو ویل (به انگلیسی: Ebbw Vale، تلفظ: ‎/ˈɛbuː veɪl/‎) یک شهرک در ولز است که در بلاینای گونت واقع شده‌است. ابو ویل ۱۸٬۵۵۸ نفر جمعیت دارد.

## نگارخانه

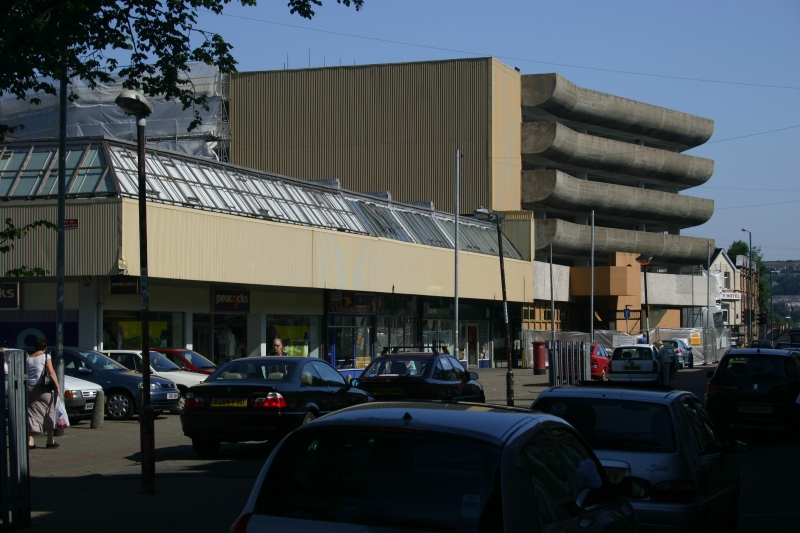
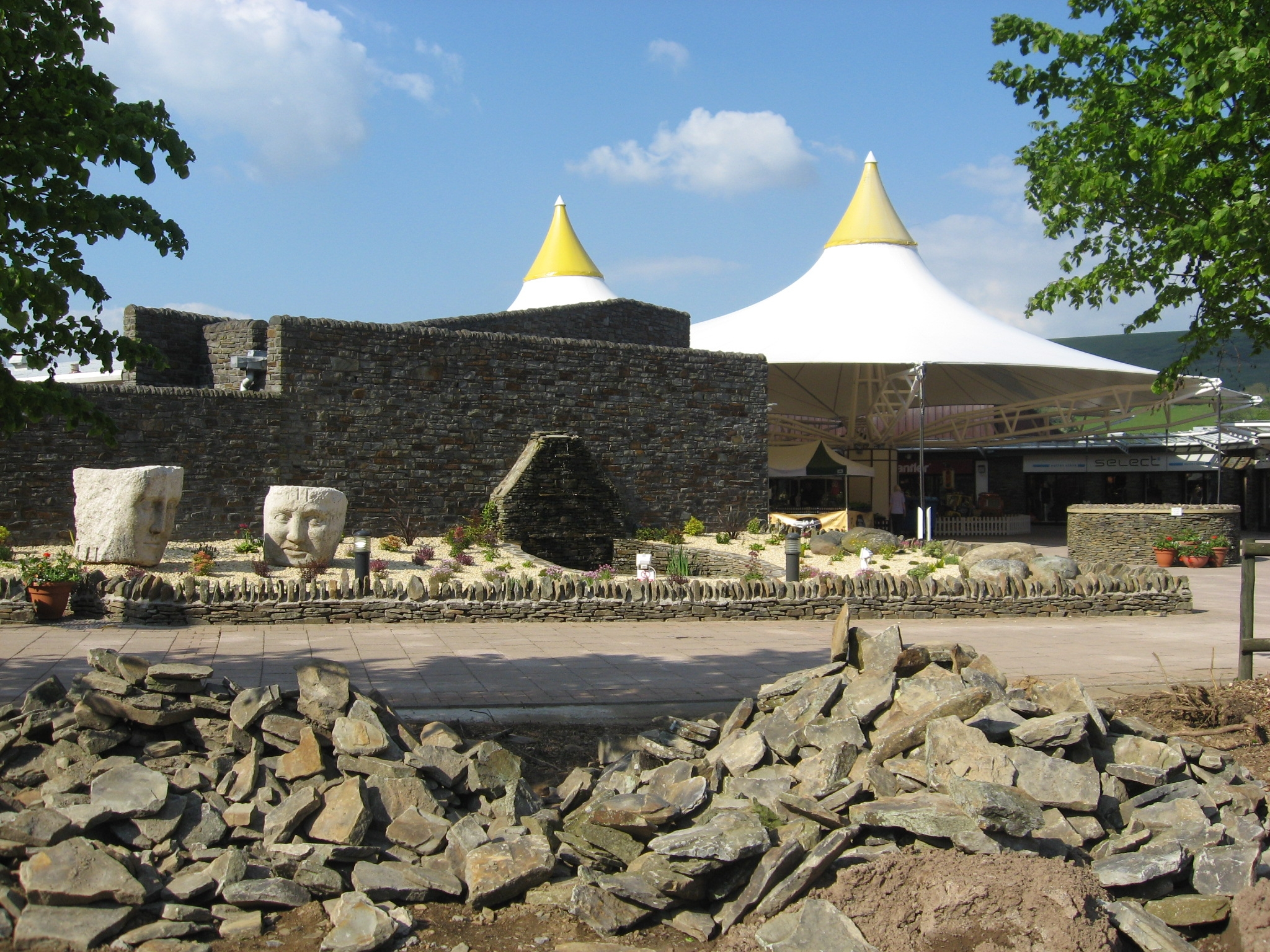
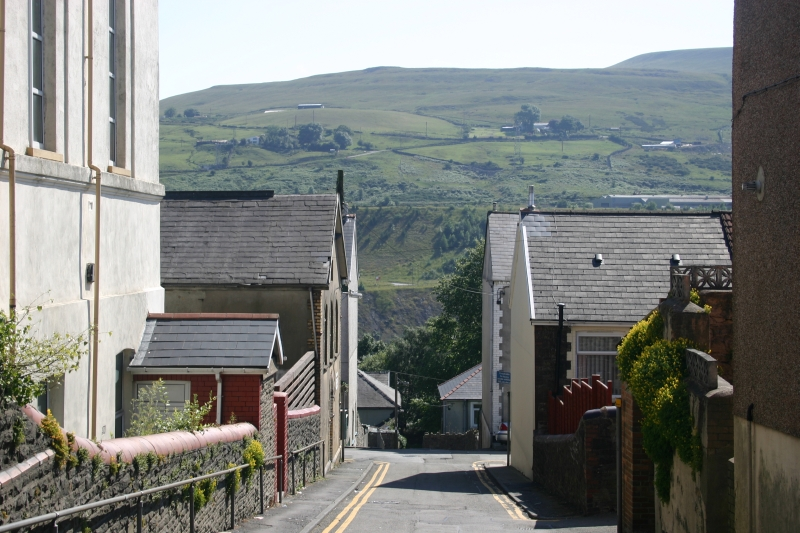